# 伊门罗伊特
伊门罗伊特是德国巴伐利亚州的一个市镇。总面积25.34平方公里，总人口1826人，其中男性922人，女性904人（2011年12月31日），人口密度72人/平方公里。